# بنوید سفلی
بنوید سفلی، روستایی از توابع بخش مرکزی شهرستان نائین  در استان اصفهان ایران است.

## جمعیت
این روستا در دهستان بافران قرار دارد و براساس سرشماری مرکز آمار ایران در سال ۱۳۸۵، جمعیت آن ۳۴ نفر (۱۰خانوار) بوده‌است.